# Rudolf Nikolajewitsch Bykow
Rudolf Nikolajewitsch Bykow (russisch Рудольф Николаевич Быков) ist ein ehemaliger sowjetischer Skispringer.

## Werdegang
Rudolf Bykow begann 1952 als 14-Jähriger mit dem Skispringen auf der neu erbauten Schanze in den Jegoschichinsker Bergen bei Perm. Er trainierte zusammen mit seinem Bruder Wladimir, der 1957 Juniorenweltmeister wurde.
Sein internationales Debüt feierte Bykow bei der Vierschanzentournee 1957/58. Bereits beim Auftaktspringen in Oberstdorf erreichte er mit Platz acht ein Top-10-Resultat. Auch auf der Großen Olympiaschanze in Garmisch-Partenkirchen sprang er auf Platz acht. Auf der Bergiselschanze in Innsbruck erreichte er mit Rang sieben sein bestes Einzelresultat bei der Tournee. Nach einem weiteren 12. Platz in Bischofshofen belegte er am Ende mit 841,5 Punkten den achten Platz der Tournee-Gesamtwertung. Beim Holmenkollen-Skifestival 1958 erreichte er Rang drei. Im selben Jahre wurde Bykow auch UdSSR-Meister im Skispringen.
Zum Jahreswechsel konnte er bei der Vierschanzentournee 1958/59 seinen Erfolg nicht wiederholen. In die Top 10 sprang er bei keinem Springen, konnte aber am Ende mit 833,9 Punkten Rang neun der Gesamtwertung erreichen. Bei der Vierschanzentournee 1961/62 startete Bykow noch einmal in Oberstdorf und Garmisch-Partenkirchen. Nach einem 14. und einem 58. Platz beendete er die Tournee nach nur zwei Springen auf Rang 69 der Gesamtwertung.

## Erfolge

### Vierschanzentournee-Platzierungen
| Saison  | Platz | Punkte |
| ------- | ----- | ------ |
| 1957/58 | 08.   | 841,5  |
| 1958/59 | 09.   | 833,9  |
| 1961/62 | 69.   | 385,7  |